# Люботин (моторвагонне депо)
Моторваго́нне депо́ «Люботин» (РПЧ-4, колишнє ТЧ-4) — моторвагонне депо Південної залізниці, знаходиться у місті Люботин.

## Обслуговування
Обслуговує пасажирські приміські перевезення на ділянках:
- Харків-Пасажирський — Красноград
- Харків-Пасажирський / Харків-Балашовський / Харків-Левада — Люботин — Огульці / Мерчик
- Харків-Пасажирський / Харків-Балашовський / Харків-Левада —  Золочів
- Харків-Пасажирський-Тростянець-Суми-Ворожба